# 松原町 (彦根市)
松原町（まつばらちょう）は、滋賀県彦根市の町丁。本項ではかつて同区域に存在した犬上郡松原村（まつばらむら）についても記す。

## 地理
彦根市の北西端にあたり、西で琵琶湖に面し、南で松原・金亀町・尾末町・船町、東で古沢町・鳥居本町・宮田町、北で米原市磯に接する。南に彦根港、北に矢倉川の河口がある。

### 湖沼
- 琵琶湖

### 河川
- 矢倉川

## 歴史
- 幕末時点では犬上郡松原村であった。「旧高旧領取調帳」の記載によると彦根藩領。
- 明治4年
  - 7月14日（1871年8月29日） - 廃藩置県により彦根県の管轄となる。
  - 11月22日（1872年1月2日） - 第1次府県統合により、全域が長浜県の管轄となる。
- 明治5年
  - 2月27日（1872年4月4日） - 長浜県が改称して犬上県となる。
  - 9月28日（1872年10月30日） - 滋賀県の管轄となる。
- 1889年（明治22年）4月1日 - 町村制の施行により北青柳村の大字となる。
- 1891年（明治24年）5月6日 - 北青柳村から大字松原が分立して松原村が発足。
- 1937年（昭和12年）2月11日 - 松原村が彦根町・青波村・北青柳村・福満村・千本村と合併して彦根市が発足。同日松原村廃止。

## 世帯数と人口
2019年（平成31年）4月1日現在の世帯数と人口は以下の通りである。
| 町丁   | 世帯数    | 人口    |
| ------ | --------- | ------- |
| 松原町 | 1,280世帯 | 3,091人 |

### 人口の変遷
国勢調査による人口の推移。
| 1995年（平成7年）  | 2,137人 | [ 5 ] |  |
| 2000年（平成12年） | 2,184人 | [ 6 ] |  |
| 2005年（平成17年） | 2,184人 | [ 7 ] |  |
| 2010年（平成22年） | 2,553人 | [ 8 ] |  |
| 2015年（平成27年） | 3,124人 | [ 9 ] |  |

### 世帯数の変遷
国勢調査による世帯数の推移。
| 1995年（平成7年）  | 712世帯   | [ 5 ] |  |
| 2000年（平成12年） | 801世帯   | [ 6 ] |  |
| 2005年（平成17年） | 801世帯   | [ 7 ] |  |
| 2010年（平成22年） | 966世帯   | [ 8 ] |  |
| 2015年（平成27年） | 1,183世帯 | [ 9 ] |  |

## 学区
市立小・中学校に通う場合、学区は以下の通りとなる。
| 番・番地等 | 小学校             | 中学校           |
| ---------- | ------------------ | ---------------- |
| 全域       | 彦根市立城北小学校 | 彦根市立西中学校 |

## 交通

### 鉄道
西日本旅客鉄道の東海道本線（琵琶湖線）が通過するが、駅は所在しない。

### バス
- 湖国バス
  - 彦根駅市立病院線（北系統）
    - 11：彦根駅 - 近江高校前 - 視覚障害者センター - 長曽根 - 大藪 - 市立病院前

  - 南彦根ベルロード線
    - 彦根駅 - 市役所前 - クレッセ彦根前 - 視覚障害者センター - 馬場郵便局前 - カインズモール彦根 - 池洲町北 - 池洲橋 - パリヤ前 - 松田団地北 - 福祉センター - 南彦根駅東口 - ビバシティ

### 道路
- 滋賀県道2号大津能登川長浜線
- 滋賀県道329号彦根米原線
- 滋賀県道517号彦根港彦根停車場線
- 滋賀県道518号彦根城線

### 港湾
- 彦根港

## 施設
- 松原水泳場（2024年廃止[11]）
- 近江高等学校
- 彦根市立城北小学校
- 彦根市立城北幼稚園
- お浜御殿
- 滋賀県立彦根総合運動場
- 東北部浄化センター
- ミシガン州立大学連合日本センター
- 蒼（あお）の湖邸 BIWAFRONT HIKONE（ビワフロント彦根） - 2023年8月開業予定（旧彦根ビューホテル）[12]
- 双葉荘
- かんぽの宿彦根
- ホテル華
- 春日神社

## その他

### 日本郵便
- 郵便番号 : 522-0002[3]（集配局：彦根郵便局[13]）。